# Ештон Бауманн
Ештон Бауманн (англ. Ashton Baumann, 5 січня 1993) — канадський плавець.
Учасник Олімпійських Ігор 2016 року.